# Hydrothermarchaeota
Hydrothermarchaeota es un grupo de arqueas llamado previamente Marine Benthic Group-E que  contiene quimiolitoautótrofos anaeróbicos que utilizan monóxido de carbono y/o hidrógeno como donantes de electrones y que se han detectado en filtraciones marinas ricas en hierro y azufre.
Hydrothermarchaeota se encuentra abundantemente en los fluidos hidrotermales de la dorsal de Juan de Fuca y filogenéticamente figuraba aparte de los grandes grupos arqueanos, sin embargo estudios recientes resolvieron su posición dentro de Methanobacteriota. Su genómica sugiere un potencial para la oxidación de monóxido de carbono (carboxidotrofia), así como para la reducción de sulfato y nitrato, además de quimiotaxis y motilidad.